# Llista de monuments de la Secuita
Llista de monuments de la Secuita inclosos en l'Inventari del Patrimoni Arquitectònic de Catalunya per al municipi de la Secuita (Tarragonès). Inclou els inscrits en el Registre de Béns Culturals d'Interès Nacional (BCIN) amb classificats com a monuments històrics i els béns culturals d'interès local (BCIL) de caràcter arquitectònic.
| Monument                                | Protecció       | Estil/època                                     | Localització                                           | Coordenades                                          | Codi?     | Imatge |
| --------------------------------------- | --------------- | ----------------------------------------------- | ------------------------------------------------------ | ---------------------------------------------------- | --------- | --- |
| Escut de la casa dels Frares            | BCIN 3932-MH    | Obra popular XVIII                              | La Secuita Pl. de l'Església, 9                        | 41° 12′ 44″ N, 1° 17′ 38″ E / 41.212334°N,1.293846°E | IPA-12366 | Escut de la casa dels Frares (la Secuita) · Vegeu més fotos d'aquest monument · Carregueu una nova foto d'aquest monument           |
| Església del Sagrat Cor de Vistabella   | BCIN 4156-MH-EN | Modernisme Josep Maria Jujol i Gibert XX (1924) | La Secuita Pl. del Dr. Josep Gaspè i Blanc. Vistabella | 41° 12′ 32″ N, 1° 15′ 55″ E / 41.208933°N,1.26517°E  | IPA-12368 | Església del Sagrat Cor de Vistabella (la Secuita) · Vegeu més fotos d'aquest monument · Carregueu una nova foto d'aquest monument  |
| Centre històric de la Secuita           | BCIL 1982       | Obra popular XII-XX                             | La Secuita                                             | 41° 12′ 17″ N, 1° 16′ 47″ E / 41.204669°N,1.279711°E | IPA-12347 | Centre històric de la Secuita · Vegeu més fotos d'aquest monument · Carregueu una nova foto d'aquest monument                       |
| Església de Santa Maria o de l'Assumpta | BCIL 1982       | Barroc, obra popular XVIII                      | La Secuita Pl. Major                                   | 41° 12′ 17″ N, 1° 16′ 48″ E / 41.204818°N,1.280057°E | IPA-12348 | Església de Santa Maria (la Secuita) · Vegeu més fotos d'aquest monument · Carregueu una nova foto d'aquest monument                |
| Cases del Carrer de Catalunya           |                 | Obra popular XIX-XX                             | La Secuita C. Catalunya                                | 41° 12′ 20″ N, 1° 16′ 48″ E / 41.205422°N,1.279933°E | IPA-12350 | Cases del carrer Catalunya (la Secuita) · Vegeu més fotos d'aquest monument · Carregueu una nova foto d'aquest monument             |
| Carrer del Clos                         |                 | Obra popular XII-XX                             | La Secuita C. del Clos o de la Serrada                 | 41° 12′ 16″ N, 1° 16′ 46″ E / 41.204325°N,1.279342°E | IPA-12351 | Carrer del Clos (la Secuita) · Vegeu més fotos d'aquest monument · Carregueu una nova foto d'aquest monument                        |
| Casa Manyé o Casa Torruella             | BCIL 1982       | Barroc, obra popular XVII-XVIII                 | La Secuita C. del Clos o de la Serrada                 | 41° 12′ 16″ N, 1° 16′ 46″ E / 41.204571°N,1.27938°E  | IPA-12352 | Casa Manyé (la Secuita) · Vegeu més fotos d'aquest monument · Carregueu una nova foto d'aquest monument                             |
| Casa de la plaça Major                  |                 | Eclecticisme XIX                                | La Secuita Pl. Major                                   | 41° 12′ 17″ N, 1° 16′ 46″ E / 41.204588°N,1.27958°E  | IPA-12353 | Casa de la plaça Major (la Secuita) · Vegeu més fotos d'aquest monument · Carregueu una nova foto d'aquest monument                 |
| Ajuntament                              |                 | Eclecticisme XIX                                | La Secuita C. San Cristòfor, 2                         | 41° 12′ 12″ N, 1° 16′ 46″ E / 41.2032°N,1.279435°E   | IPA-12354 | Ajuntament (la Secuita) · Vegeu més fotos d'aquest monument · Carregueu una nova foto d'aquest monument                             |
| Casa al carrer del Doctor Porta         |                 | Obra popular XX                                 | La Secuita C. del Doctor Porta, 20-26                  | 41° 12′ 12″ N, 1° 16′ 49″ E / 41.203359°N,1.280183°E | IPA-12355 | Casa al carrer del Doctor Porta (la Secuita) · Vegeu més fotos d'aquest monument · Carregueu una nova foto d'aquest monument        |
| Cementiri de la Secuita                 |                 | Historicisme XX Inici                           | La Secuita Ctra. de l'Argilaga, a 500 m. de la Secuita | 41° 12′ 30″ N, 1° 17′ 13″ E / 41.208299°N,1.287066°E | IPA-12356 | Cementiri de la Secuita · Vegeu més fotos d'aquest monument · Carregueu una nova foto d'aquest monument                             |
| Habitatge al carrer Sant Cristòfor, 22  |                 | Obra popular XVIII                              | La Secuita C. de Sant Cristòfor, 22                    | 41° 12′ 09″ N, 1° 16′ 45″ E / 41.202447°N,1.279086°E | IPA-12358 | Habitatge al carrer Sant Cristòfor, 22 (la Secuita) · Vegeu més fotos d'aquest monument · Carregueu una nova foto d'aquest monument |
| Centre històric de l'Argilaga           | BCIL 1982       | Obra popular XIV-XX                             | La Secuita L'Argilaga                                  | 41° 12′ 42″ N, 1° 17′ 41″ E / 41.211644°N,1.294652°E | IPA-12359 | Centre històric de l'Argilaga (la Secuita) · Vegeu més fotos d'aquest monument · Carregueu una nova foto d'aquest monument          |
| Església de Sant Roc de l'Argilaga      |                 | Monumentalisme academicista XX (1940)           | La Secuita Pl. de l'Església. L'Argilaga               | 41° 12′ 43″ N, 1° 17′ 40″ E / 41.212004°N,1.294358°E | IPA-12361 | Església de Sant Roc de l'Argilaga (la Secuita) · Vegeu més fotos d'aquest monument · Carregueu una nova foto d'aquest monument     |
| Cal Manyé                               |                 | Eclecticisme XIX Final                          | La Secuita Pl. de l'Església - C. Nou. L'Argilaga      | 41° 12′ 43″ N, 1° 17′ 39″ E / 41.212044°N,1.294211°E | IPA-12362 | Cal Manyé (la Secuita) · Vegeu més fotos d'aquest monument · Carregueu una nova foto d'aquest monument                              |
| Habitatge a la plaça Domingo, 1         |                 | Modernisme XX Inici                             | La Secuita Pl. Domingo, 1. L'Argilaga                  | 41° 12′ 42″ N, 1° 17′ 39″ E / 41.211786°N,1.294037°E | IPA-12363 | Habitatge a la plaça Domingo, 1 (la Secuita) · Vegeu més fotos d'aquest monument · Carregueu una nova foto d'aquest monument        |
| Masia amb torratxa                      |                 | Obra popular XVIII                              | La Secuita Pl. Domingo, 4. L'Argilaga                  | 41° 12′ 42″ N, 1° 17′ 38″ E / 41.211645°N,1.293868°E | IPA-12364 | Masia amb torratxa (la Secuita) · Vegeu més fotos d'aquest monument · Carregueu una nova foto d'aquest monument                     |
| Cooperativa de Pagesos                  |                 | Noucentisme XX (1928)                           | La Secuita C. Sant Pau, 6. L'Argilaga                  | 41° 12′ 42″ N, 1° 17′ 40″ E / 41.211697°N,1.294571°E | IPA-12365 | Cooperativa de Pagesos (la Secuita) · Vegeu més fotos d'aquest monument · Carregueu una nova foto d'aquest monument                 |
| Centre històric de Vistabella           | BCIL 1982       | Obra popular XIII-XX                            | La Secuita Vistabella                                  | 41° 12′ 34″ N, 1° 15′ 55″ E / 41.209522°N,1.265143°E | IPA-12367 | Centre històric de Vistabella (la Secuita) · Vegeu més fotos d'aquest monument · Carregueu una nova foto d'aquest monument          |
| Centre històric de les Gunyoles         | BCIL 1982       | Obra popular XII-XX                             | La Secuita Les Gunyoles                                | 41° 13′ 01″ N, 1° 15′ 10″ E / 41.217056°N,1.252769°E | IPA-12369 | Carregueu una nova foto d'aquest monument                                                                                           |
| Església de Sant Fructuós               |                 | Obra popular XX                                 | La Secuita C. Major, 9. Les Gunyoles                   | 41° 13′ 01″ N, 1° 15′ 07″ E / 41.217074°N,1.251848°E | IPA-12370 | Església de Sant Fructuós (la Secuita) · Vegeu més fotos d'aquest monument · Carregueu una nova foto d'aquest monument              |
| Centre sociocultural                    |                 | Modernisme XX (1917)                            | La Secuita Pl. Major, 2. Les Gunyoles                  | 41° 13′ 00″ N, 1° 15′ 09″ E / 41.216552°N,1.252637°E | IPA-12371 | Centre Socio-cultural (la Secuita) · Vegeu més fotos d'aquest monument · Carregueu una nova foto d'aquest monument                  |
| Casal masia de la plaça Major           |                 | Obra popular XVIII                              | La Secuita Pl. Major, 1. Les Gunyoles                  | 41° 13′ 00″ N, 1° 15′ 09″ E / 41.216552°N,1.25258°E  | IPA-12372 | Casal masia de la plaça Major (la Secuita) · Vegeu més fotos d'aquest monument · Carregueu una nova foto d'aquest monument          |
| Mas Manent                              |                 | Obra popular XVIII                              | La Secuita Ctra. Perafort - La Secuita                 | 41° 11′ 45″ N, 1° 15′ 40″ E / 41.195768°N,1.261199°E | IPA-12374 | Mas Manent (la Secuita) · Vegeu més fotos d'aquest monument · Carregueu una nova foto d'aquest monument                             |
| Mas Mercadé                             |                 | Eclecticisme XIX Final                          | La Secuita Ctra. Perafort a Vistabella                 | 41° 12′ 13″ N, 1° 15′ 59″ E / 41.203538°N,1.266496°E | IPA-12375 | Mas Mercadé (la Secuita) · Vegeu més fotos d'aquest monument · Carregueu una nova foto d'aquest monument                            |
| La Tallada                              | BCIL 1982       | Eclecticisme, obra popular XIX                  | La Secuita Prop ctra. Santa Eulàlia - Vistabella       | 41° 12′ 57″ N, 1° 16′ 24″ E / 41.215736°N,1.273384°E | IPA-12376 | Carregueu una nova foto d'aquest monument                                                                                           |
| Habitatge al carrer Sant Cristòfor, 26  |                 | Obra popular XVIII                              | La Secuita C. Sant Cristòfor, 26                       | 41° 12′ 09″ N, 1° 16′ 45″ E / 41.202375°N,1.279054°E | IPA-34906 | Habitatge al carrer Sant Cristòfor, 26 (la Secuita) · Vegeu més fotos d'aquest monument · Carregueu una nova foto d'aquest monument |
| Casa Desprats, o Casa Solé              | BCIL 1982       | Obra popular XIII                               | La Secuita C. del Clos, 3                              | 41° 12′ 16″ N, 1° 16′ 46″ E / 41.204333°N,1.27939°E  | IPA-35171 | Casa Desprats (la Secuita) · Vegeu més fotos d'aquest monument · Carregueu una nova foto d'aquest monument                          |
| Sínia de la Barqueta                    |                 | Obra popular                                    | La Secuita                                             |                                                      | IPA-51110 | Carregueu una nova foto d'aquest monument                                                                                           |